# マルセロ・ロメロ
クレーベル・マルセロ・ロメロ・シルバ（Cléver Marcelo Romero Silva、1976年7月4日 - ）は、ウルグアイの元サッカー選手。元ウルグアイ代表。ポジションはミッドフィールダー。

## 来歴
1995年にウルグアイ代表デビュー。コパ・アメリカ1997、コパ・アメリカ1999に出場、1999年大会では準優勝した。2002 FIFAワールドカップでは2試合に出場した。2004年までに通算24試合に出場した。

## 代表歴

### 出場大会
- ウルグアイ代表
  - 2002 FIFAワールドカップ

### 試合数
- 国際Aマッチ 24試合 0得点（1995年-2004年）[1]

| ウルグアイ代表 | 国際Aマッチ | 国際Aマッチ |
| 年             | 出場        | 得点        |
| -------------- | ----------- | ----------- |
| 1995           | 1           | 0           |
| 1996           | 2           | 0           |
| 1997           | 6           | 0           |
| 1998           | 0           | 0           |
| 1999           | 4           | 0           |
| 2000           | 1           | 0           |
| 2001           | 4           | 0           |
| 2002           | 5           | 0           |
| 2003           | 0           | 0           |
| 2004           | 1           | 0           |
| 通算           | 24          | 0           |